# Syritta fasciata
Syritta fasciata là một loài ruồi trong họ Ruồi giả ong (Syrphidae). Loài này được Wiedemann mô tả khoa học đầu tiên năm 1830. Syritta fasciata phân bố ở vùng Châu Phi